# الحراس الخالدون
الحرّاس الخالدون (بالإنجليزية: The Old Guard) هو فيلم أبطال خارقين أمريكي  لعام 2020، من إخراج جينا برينس بيثوود وكتابته غريغ روكا، بناءً على كتابه الهزلي الذي يحمل نفس الاسم، نجوم الفيلم تشارليز ثيرون وكيكي لين وماتياس شوينارتس ومروان كنزاري ولوكا مارينيلي وهاري ميلينغ. يحكى الفيلم قصة فريق من المرتزقة الخالدين في مهمة انتقامية، صدر الفيلم في 10 يوليو 2020، على نتفليكس، وحصل على نقد إيجابي بشكل عام، مع الثناء على تسلسل العمل وأداء ثيرون.

## القصة
تدور قصة الفيلم حول أربعة من محاربين يتمتعون منذ قرون بقدرات جسمانية متجددة، يستخدمون خبراتهم الواسعة لمساعدة الناس. يستأجرهم الناشط السابق في وكالة المخابرات المركزية كوبلي لإنقاذ مجموعة من الأطفال المختطفين في جنوب السودان، وخرقًا لقاعدة العمل مع نفس الأشخاص مرتين يقوم الفريق بقبول المهمة، لكن خلال المهمة، يتعرضوا لكمين ويقتلوا، بعد التئام جروحهم، يقوموا بقتل مهاجميهم، ويدركوا أن كوبلي نصب لهم كمين وصوّر تجددهم. في هذه الأثناء، في أفغانستان، تصاب جندية مشاة البحرية الأمريكية نايل فريمان بشق حلقها أثناء إسقاطها هدفًا عسكريًا، لتتعافى هي أيضا بدون خدش. عند الاستيقاظ، تكتشف أنها شاركت في حلم مزعج مع الخالدين الآخرين، الذين يتم تنبيههم بعد ذلك إلى وجودها. تذهب آندي إلي أفغانستان وتنقذ فريمان قبل أن يتمكن العسكريون من نقلها إلى ألمانيا حيث من المقرر أن تخضع لمزيد من الاختبارات. يعرض كوبلي فيديو الكمين للمدير التنفيذي الصيدلاني ستيفن ميريك، الذي يرسل عملاء للقبض على الفريق. تصطحب آندي الجندية نيل إلى فرنسا، حيث تلتقي نيل ببقية الفريق، ويتم إخبارها عن «كوينه»، وهو أول رفاق أندي، الذي ألقي في البحر في صندوق حديدي، وكان يغرق باستمرار منذ ذلك الحين. تكشف المجموعة أيضًا أنهم ليسوا خالدين حقًا، وستتوقف قدرتهم على الشفاء في نهاية المطاف، دون سابق إنذار، وهو ما حدث لخالد سابق هو ليون.
تتعرض المجموعة لكمين من قبل قوات ميريك، ويتم القبض على جو ونيكي بينما يُترك بوكر المتوفى، ولكن بعد أن يجدد بوكر، وتقتل آندي مهاجميها لكنه يكتشف أنها فقدت خلودها لأن إصاباتها لا تلتئم. تحدد بوكير مكان كوبلي، بينما تنفصل نايل عن المجموعة لتلتقي بعائلتها. تقوم آندي وبوكر بمواجهة كوبلي، ويخون بوكر آندي بجرحها، بحجة أن ميريك قد يجد طريقة لإنهاء الخلود الذي سئم منه كلاهما، وأثناء أسرهم، يدرك بوكر أن آندي لا تشفي. يغير كوبلي رأيه عندما رأى أن ميريك مستعد لتعذيب الخالدين إلى أجل غير مسمى لدراستهم.  تدرك نايل أن بوكر باع المجموعة، وتصل بعد فوات الأوان للتدخل، وتقنع كوبلي بمساعدتها في مهمة إنقاذ، وهكذا يقتحم كوبلي ونيل مكتب ميريك في لندن، ويتم تحرير بقية الخالدين، ويقاتلون في طريقهم للخروج من خلال بقية قوات أمن ميريك، وفي النهاية يقتل ميريك نفسه كعقاب على خيانته، وتمنع المجموعة بوكر من الاتصال بالبقية لمدة 100 عام. تلتقي بقية المجموعة مع كوبلي، الذي يكشف كيف كان لمهامهم السابقة تأثير أكبر مما عرفوه في أي وقت مضى، مع استمرار أحفاد الأشخاص الذين تم إنقاذهم لمساعدة العالم، مع الإيمان المتجدد بمهمتهم، تكلف المجموعة كوبلي بالحفاظ على سر وجودهم.

## الممثلون
- تشارليز ثيرون:  في دور آندي
- كيكي لين: في دور نيل فريمان
- ماتياس شوينارتس: في دور بوكر
- مروان كنزاري: في دور جو
- لوكا مارينيللي: في دور نيكي[10]

## الإنتاج
حصلت شركة «سكاي دانس ميديا» في مارس 2017، على حقوق تحويل الكتاب الذي كتبه جريج روكا ورسمه لياندرو فرنانديز، إلى فيلم، ونص العقد على أن هناك مشهدًا رئيسيًا يجب أن يسلط عليه الضوء، يتضمن الرومانسية بين الشخصيات.
بدأ التصوير الرئيسي للفيلم في أوروبا في منتصف مايو 2019، حيث تم التصوير في المغرب والمملكة المتحدة، بما في ذلك استوديوهات شيبرتون في إنجلترا.

## الاصدار
صدر الفيلم في 10 يوليو 2020 على نتفليكس، حيث كان الفيلم الأكثر بثًا على الموقع خلال عطلة نهاية الأسبوع الأولى، ثم احتل المرتبة الثانية والرابعة في عطلات نهاية الأسبوع التالية.
في 17 يوليو 2020، كان الفيلم كان في طريقه ليحقق مشاهدة من قبل 72 مليون أسرة خلال الأسابيع الأربعة الأولى من عرضه، ليصبح من بين أفضل 10 أفلام ناجحة في تاريخ نتفيلكس.

## الاستقبال
حصل الفيلم على نسبة نجاح تبلغ 81 ٪ بناءً على 242 نقد تم تجميعهم بواسطة موقع روتن توميتوز. يقول إجماع نقاد الموقع: «المخرجة جينا برينس بيثوود تجلب رؤية معقدة لنوع الأبطال الخارقين، وبعض متواليات الحركة بالضربة القاضية بقيادة تشارليز ثيرون». حصل الفيلم في ميتاكريتيك على متوسط درجات يبلغ 70 من 100، بناءً على 45 نقد، مما يشير إلى نتيجة إيجابية بشكل عام.

## روابط خارجية
- الحراس الخالدون على موقع IMDb (الإنجليزية)
- الحراس الخالدون على موقع ميتاكريتيك (الإنجليزية)
- الحراس الخالدون على موقع روتن توميتوز (الإنجليزية)
- الحراس الخالدون على موقع نتفليكس (الإنجليزية)
- الحراس الخالدون على موقع قاعدة بيانات الأفلام العربية
- الحراس الخالدون على موقع ألو سيني (الفرنسية)
- الحراس الخالدون على موقع أول موفي (الإنجليزية)
- الحراس الخالدون على موقع فيلمافينيتي (الإسبانية)
- الحراس الخالدون على موقع قاعدة بيانات الأفلام السويدية (السويدية)
- الحراس الخالدون على موقع قاعدة بيانات الفيلم (الإنجليزية)